# Palić

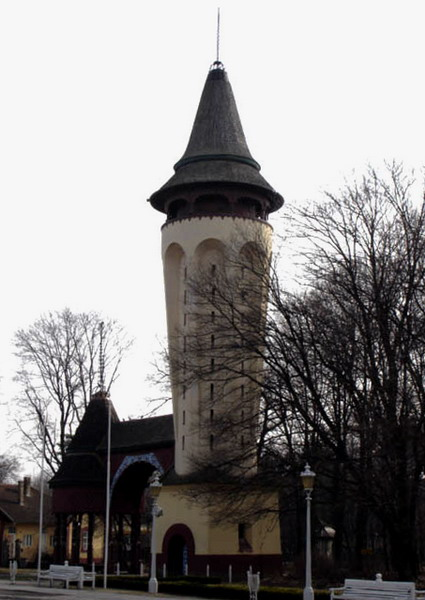
Vattentornet i Palić

Palić (serbisk kyrilliska: Палић) är en ort belägen nära staden Subotica i norra Bačka i norra Serbien. Enligt folkräkningen 2002 har orten 7 668 invånare.

## Bilder

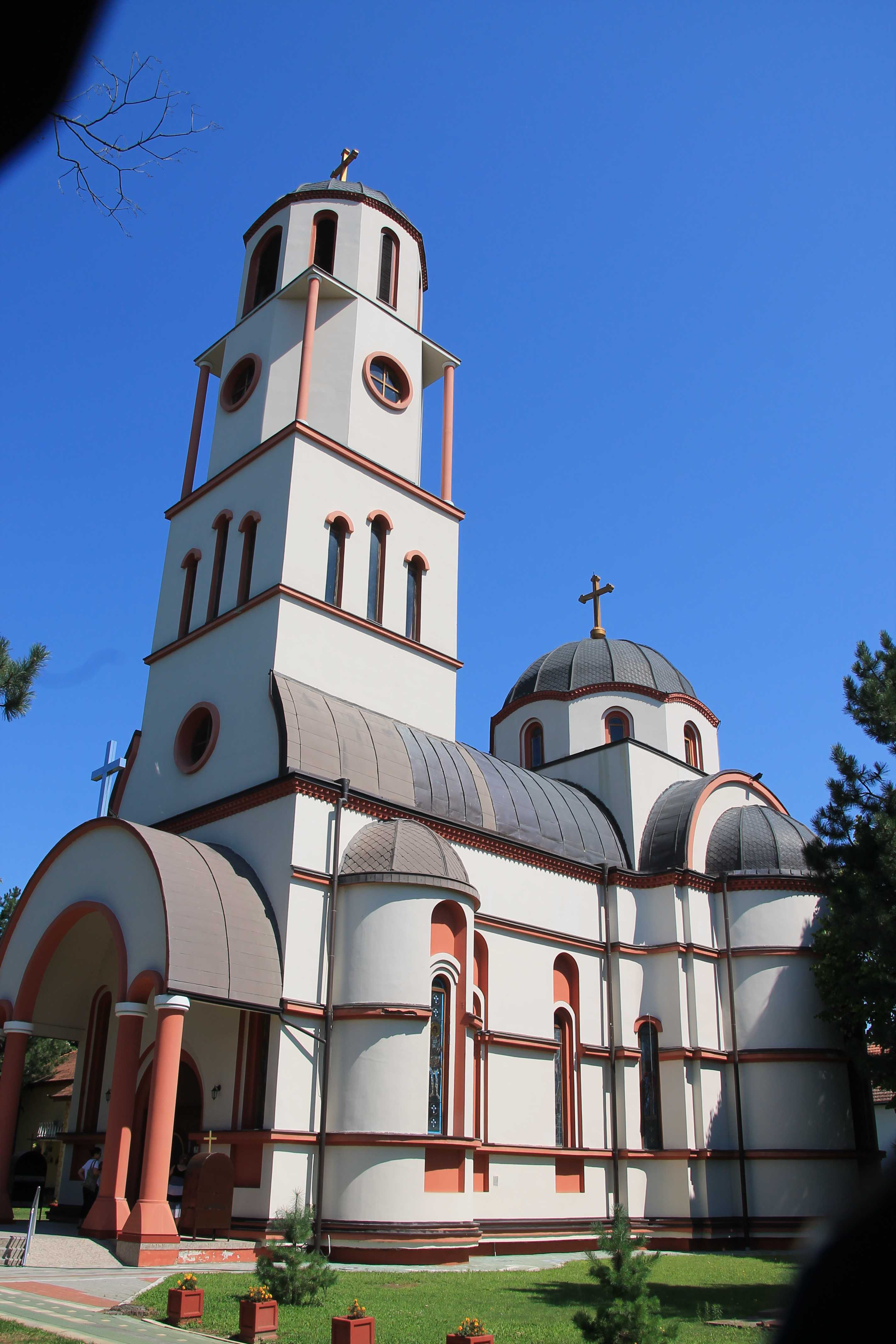
Helige profeten Elias kyrka i Palić.